# Bandeau

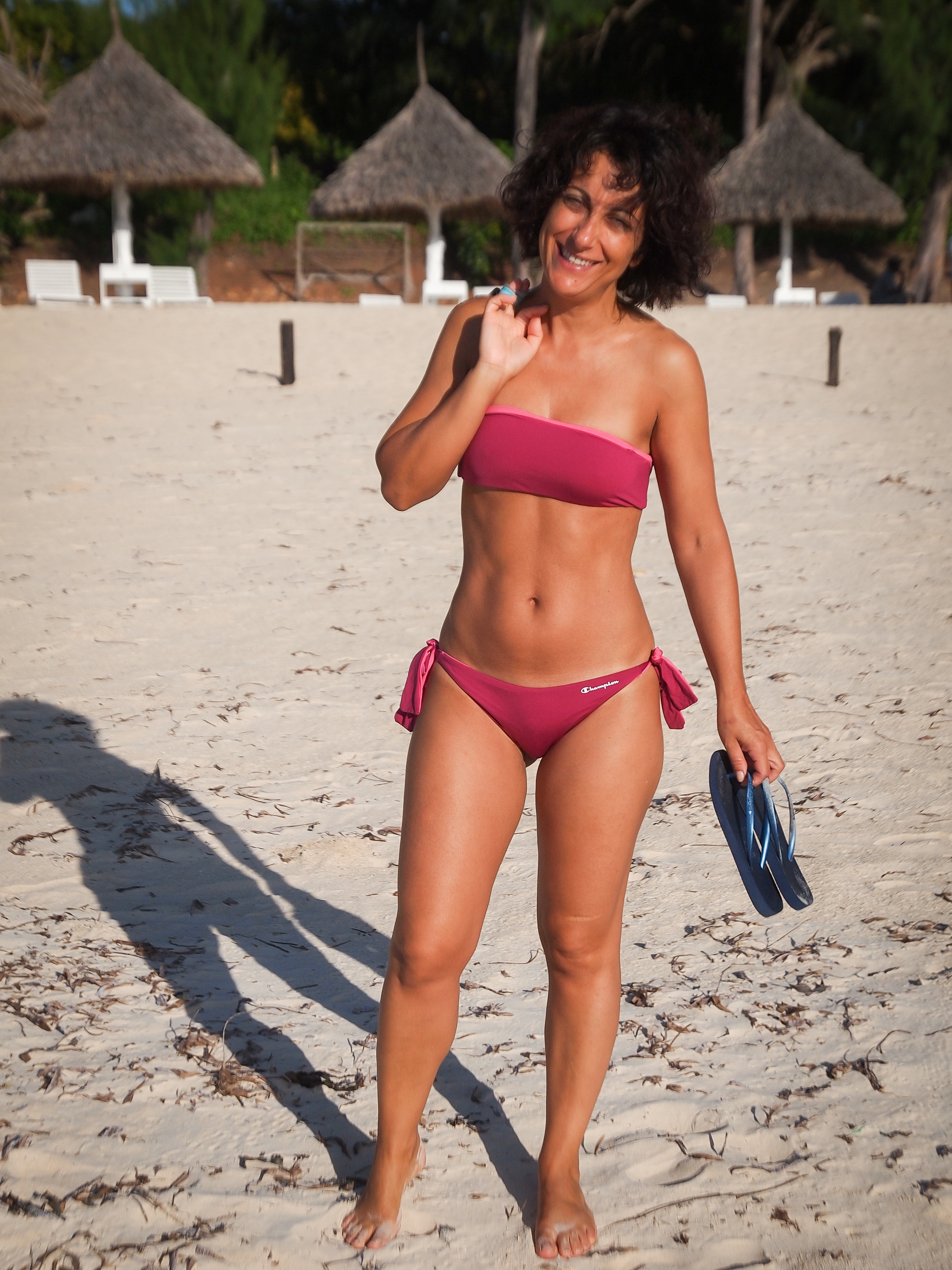
Mulher vestindo um biquíni vermelho estilo bandeau em 2012.

Bandeau é uma peça de roupa que compreende, na aparência, uma tira de pano. Hoje, o termo refere-se mais frequentemente a uma peça de vestuário que envolve em torno das mamas de uma mulher em esportes ou trajes de banho, e agora é aceita como a parte superior de uma roupa formal com calças ou uma saia. É semelhante a um top, porém mais estreito. É geralmente sem alças, sem mangas e sem gola. É comumente feita a partir de um material elástico para impedi-lo de deslizar para baixo, ou é amarrado ou preso na parte de trás ou da frente. Na primeira metade do século XX, um "bandeau" se referia a um cocar, sob a forma de bandas de dor de cabeça ou testeiras, e também para um simples sutiã.
O termo também é usado para se referir a uma touca de vestuário - como nos trajes de freiras, bem como das mulheres do período medieval.